# Robert Clément (Hippone)
Pour les articles homonymes, voir Clément.
Robert Clément, mort le 8 décembre 1489, de Rouen, était un religieux de l'ordre de saint Augustin, évêque In partibus d'Hippone (it), docteur en théologie, et auxiliaire et suffragant du cardinal Guillaume d'Estouteville, archevêque de Rouen. Il réconcilia de nombreuses églises et chapelles du Vexin dans les années 1475-1484.